# Alime Abdenanova
Alime Seitosmanovna Abdenanova (Querche, Tártaro da Crimeia: Alime Seitosman qızı Abdenanova; 4 de janeiro de 1924 - Simferopol, 5 de abril de 1944) - foi uma batedora tártara da Crimeia no Exército Vermelho durante a Segunda Guerra Mundial. Após o início da ocupação alemã da Crimeia em 1943, liderou seu grupo de reconhecimento na coleta de informações sobre as posições das tropas alemãs e romenas em toda a Península de Kerch, pela qual foi condecorada com a Ordem da Bandeira Vermelha. Depois que o grupo foi preso pelos alemães em fevereiro, Abdenanova foi torturada por mais de um mês, mas se recusou a revelar qualquer informação aos seus captores. Aos 20 anos, foi executada nos arredores de Simferopol em 5 de abril de 1944. Em 1 de setembro de 2014, por decreto de Vladimir Putin, foi declarada postumamente Herói da Federação Russa, tornando-se a décima sexta mulher e a primeira tártara da Crimeia a receber o título.

## Honras e legado
Depois que os soviéticos retomaram o controle da Crimeia em abril de 1944, oficiais do Exército Vermelho visitaram a família de Alime e elogiaram sua bravura, afirmando que suas ações não seriam esquecidas. No entanto, após a deportação dos tártaros da Crimeia para a Ásia Central em 18 de maio, os membros sobreviventes da família Alime foram deportados para o Uzbequistão, incluindo sua avó que ajudava os batedores e a irmã Azife, que era partidária durante a ocupação alemã. O governo soviético declarou coletivamente todos os tártaros da Crimeia como traidores, mesmo aqueles que serviram com a maior lealdade no Exército Vermelho, portanto, mesmo depois de repetidas petições solicitando que Abdenanova fosse declarada Herói da União Soviética, ela nunca recebeu o título e permaneceu amplamente desconhecido do público durante a maior parte da era soviética. Após a queda da União Soviética, a publicação de literatura sobre suas ações durante a guerra chamando-a de "", [13] e a anexação da Crimeia pela Rússia em 2014, ela foi tardiamente declarada Herói da Federação Russa em 1 de setembro 2014.